# Рапунцель

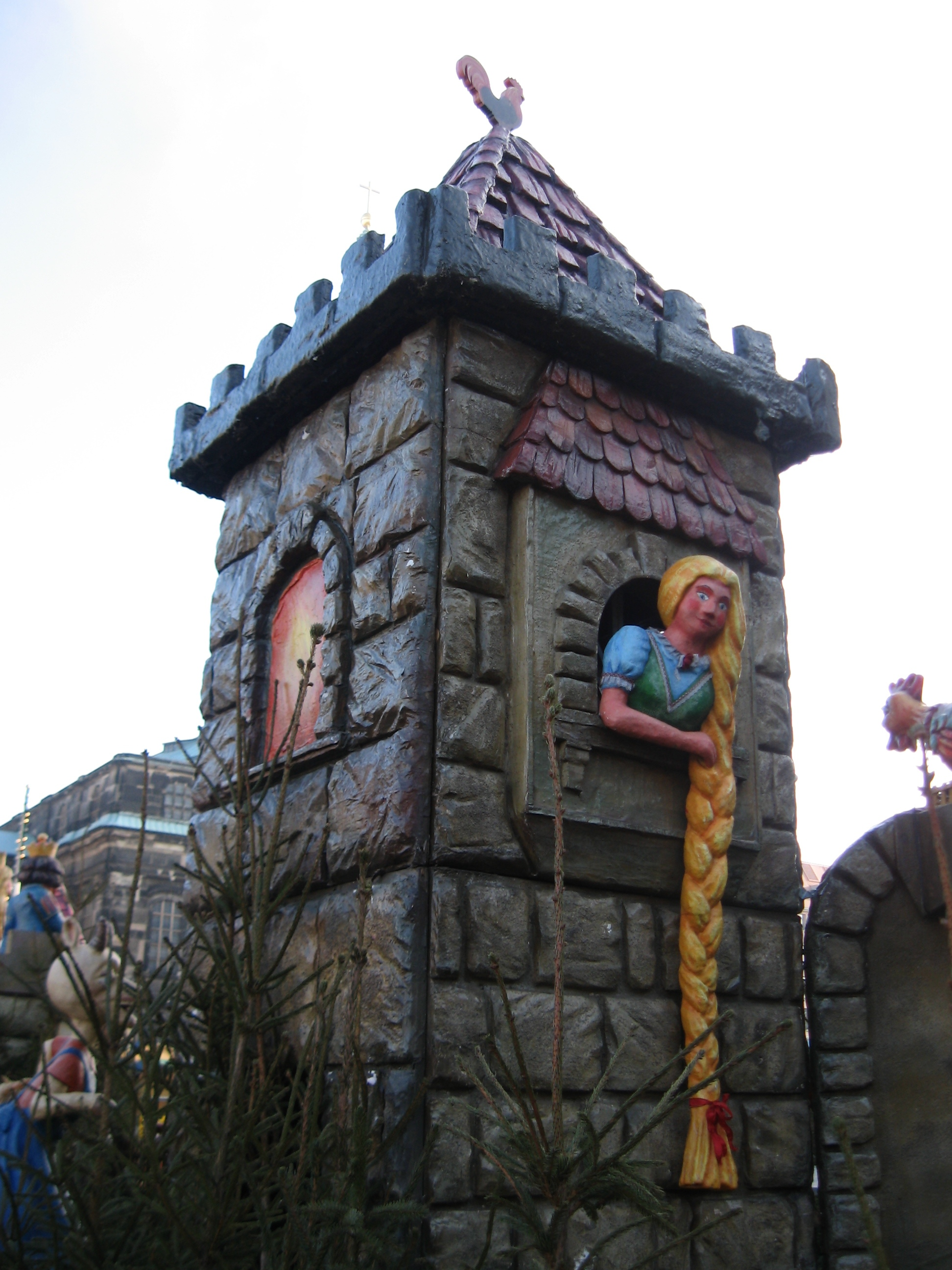
Статуя Рапунцель в Дрездене

«Рапу́нцель» (нем. Rapunzel) — сказка братьев Гримм, входящая в сборник «Детские и семейные сказки» (1812). Различные версии сказок о заточённой в башне деве с длинными волосами издавна бытовали в устной форме; самой ранней из литературных обработок стала «Петрозинелла» Джамбаттисты Базиле (1634). На её основе Шарлотта-Роза де Комон де Ла Форс создала свою «Персинетту» (1698), которая, в свою очередь, легла в основу «Рапунцель» братьев Гримм.

## Сюжет

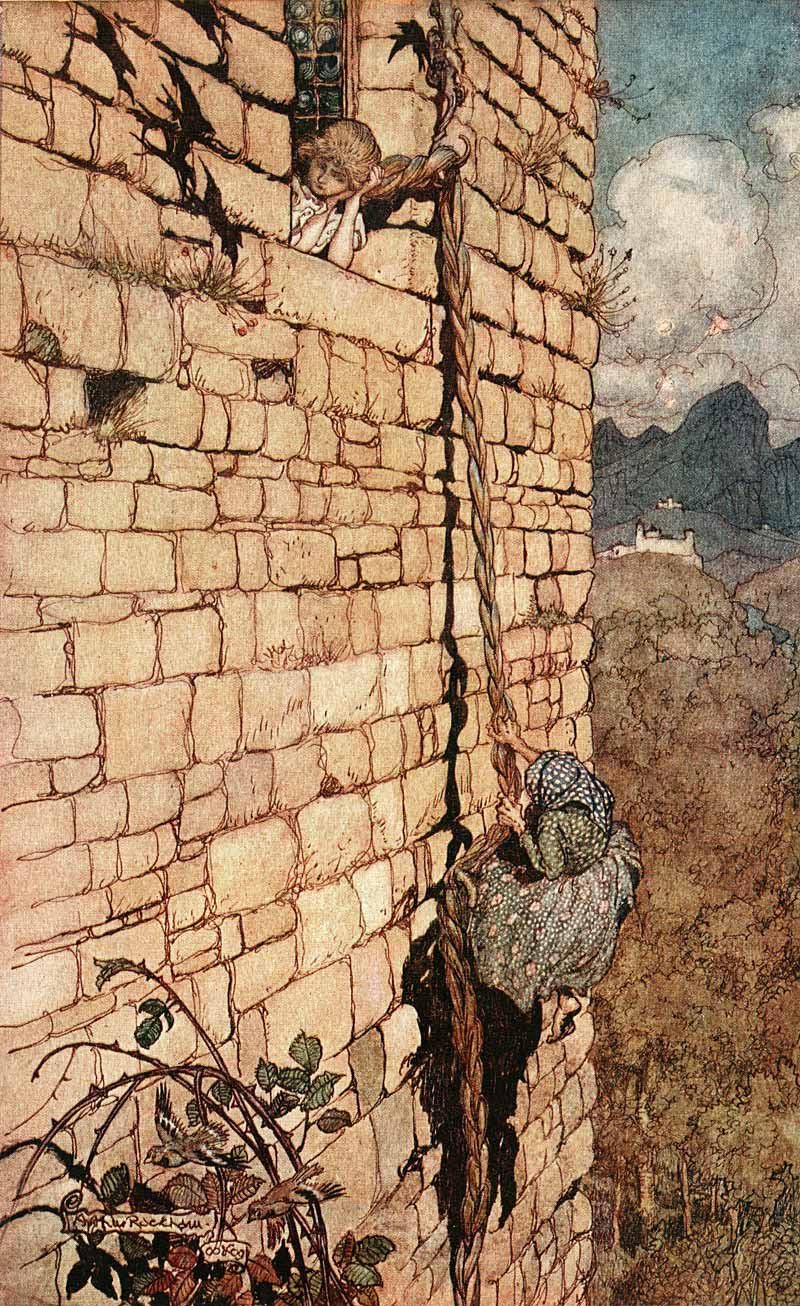
Иллюстрация Артура Рэкэма. 1909

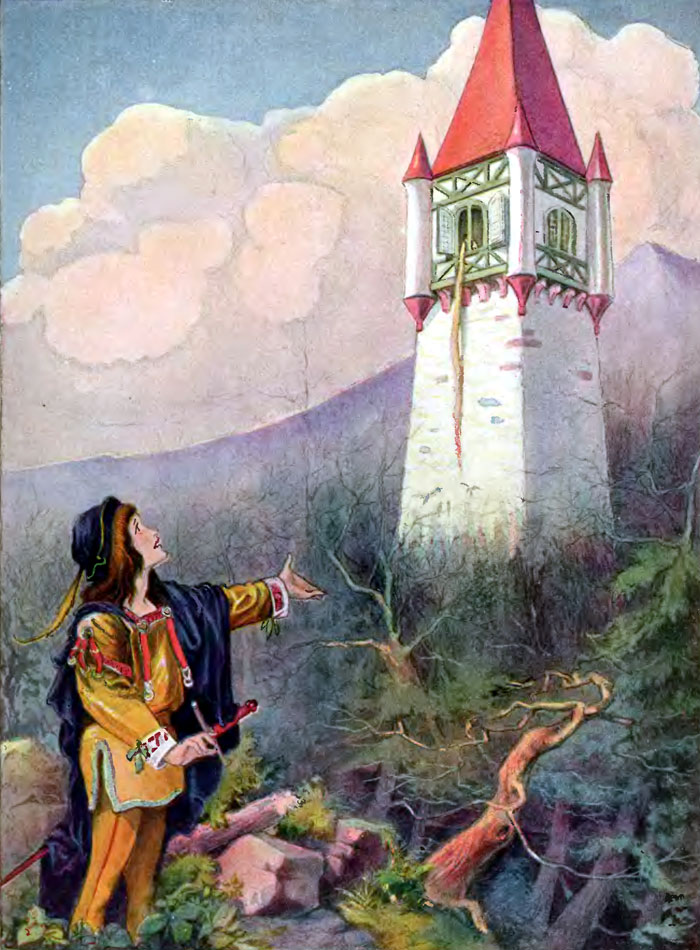
Иллюстрация Джонни Грулла. 1922

Жили на свете муж и жена, и у них долго не было детей. Наконец жена забеременела. И однажды она увидела, что у соседки-колдуньи на грядке растёт рапунцель, и попросила мужа добыть ей это растение. Муж попытался украсть рапунцель, но колдунья поймала его и отпустила с условием отдать ей ребёнка, когда жена родит. Когда у жены родилась девочка, колдунья забрала её к себе в дом в качестве падчерицы и назвала Рапунцель.
Когда Рапунцель достигла двенадцати лет и стала красавицей, мачеха-колдунья заперла её в башне в лесу. В башне не было дверей, только одно окно на вершине, и чтобы добираться до падчерицы, колдунья звала:
Рапунцель, Рапунцель, проснись,

Спусти свои косоньки вниз.
Тогда Рапунцель свешивала вниз свои длинные золотистые волосы, и колдунья взбиралась по ним. Спустя несколько лет проезжий принц обнаружил башню, забрался в окно к Рапунцель и предложил ей стать его женой. Рапунцель согласилась, но её мачеха-колдунья, узнав об этом, отрезала ей косы и выгнала в чащу леса, а принца ослепила. Слепой принц долго блуждал по лесу, пока случайно не наткнулся на своих детей, которых родила Рапунцель. Влюблённые снова встретились, и слёзы Рапунцель вернули принцу зрение. Он забрал жену и детей в своё королевство, где они жили долго и счастливо.

## История создания
Различные версии сказки бытовали в устной форме в европейских странах, в Северной и Южной Америке, в России. В системе классификации народных сказок Аарне-Томпсона этот сюжет имеет номер 310: «Дева в башне».
Наиболее ранняя литературная обработка сюжета принадлежит Джамбаттисте Базиле и была опубликована в 1634 году, под названием «Петрозинелла», в его сборнике «Пентамерон». На её основе французская писательница Шарлотта-Роза де Комон де Ла Форс создала в 1698 году свою «Персинетту», представлявшую собой вольный пересказ сюжета «Петрозинеллы». Наконец, опираясь на французский текст, братья Гримм написали свою «Рапунцель», которая была опубликована в 1812 году в сборнике «Детские и семейные сказки» и стала наиболее известной из всех версий популярного сюжета.
Впервые сказка братьев Гримм была переведена на русский язык как «Колокольчик» Петром Николаевичем Полевым, впоследствии, как «Рапунцель», — Григорием Николаевичем Петниковым.

## Растение, давшее имя героине
Существует по меньшей мере четыре разных растения, носящих в народе имя «рапунцель». Два из них съедобны: колокольчик рапунцель и полевой салат (также — валерианелла, валерьяница).
У валерьяницы съедобны именно листья, и в Германии культурные формы этого растения весьма популярны как основа для салатов.
Существовали и курьёзные версии названия. В русском переводе Григория Петникова есть ссылка, что это растение из рода сурепки. В некоторых французских и итальянских пересказах упоминается петрушка, которая в народной медицине считается обладающей абортивным действием и беременным противопоказана.

## Интерпретации и влияние
Современными исследователями сказки высказывается предположение, что история Рапунцель — это история изоляции ребёнка корыстным и тираническим родителем, история внушения ребёнку того, что мир опасен и без нездорового родителя ребёнок пропадёт.
Исследователь творчества Толкина Том Шиппи (англ. Tom Shippey) указывает, что на образ Лютиэн оказала влияние в том числе и «Рапунцель». Лютиэн также была заключена в башню, и её волосы были достаточно длинными, чтобы она укрывалась ими, как плащом. То, что волосы Лютиэн были чёрными, а не золотистыми, — биографическая деталь, относящаяся к жене писателя, Эдит.

## Рапунцель в психиатрии и психологии
Психиатрический термин «синдром Рапунцель» (E. D. Vaughan, J. L. Sawyers, H. W. Scott, 1968) означает непроходимость кишечника, происходящую из-за патологического стремления детей при некоторых психических нарушениях проглатывать свои волосы, из-за чего в кишечнике образуются трихобезоары. Термин был введён со ссылкой на братьев Гримм, но при этом Рапунцель упоминали в мужском роде.
В книге психолога Дональда Калшеда (англ. Donald Kalsched) «Внутренний мир травмы: архетипические защиты личностного духа» есть глава «Рапунцель и система самосохранения», в которой сказка подробно разбирается как метафора для состояния пациентов, переживших в детстве сильное потрясение и вследствие этого отгородившихся от мира.

## Рапунцель в современной культуре

### В музыке
- Песня группы «Мельница» «Рапунцель» на слова Татьяны Лавровой[14] написана от лица этой героини. Мотивов заточения в башне и сказочно длинных волос, тем не менее, в песне нет[15].
- У Аманды Сомервилль есть песня Puzzling Rapunzel.
- У Эмили Отем есть песня Rapunzel.
- У Dave Matthews Band есть песня Rapunzel.
- У группы Соломенные еноты есть песня Песня против сна.
- У группы Megaherz есть песня Rapunzel.
- У группы Letzte Instanz есть песня Rapunzel.
- Солистка эстонской группы Vanilla Ninja Ленна Куурмаа в качестве сольной исполнительницы приняла участие в национальном конкурсе Eesti Laul 2010 с песней Rapunzel. Песня заняла второе место.
- Проект The Ministry of Wolves содержит песню Rapunzel (as Isadora Duncan), исполняемую Миком Харви.
- Имя Рапунцель используется в качестве метафоры добровольного одиночества в песне Spring Beasts скримо-группы Keava.

### В кинематографе
- Впервые экранизирована в 1897 году в Германии.
- В 2009 году в Германии был снят телефильм «Рапунцель».
- В ноябре 2010 года в кинопрокат вышел мультипликационный фильм «Рапунцель: Запутанная история» студии Walt Disney по мотивам сказки о Рапунцель. В отличие от сказки, Рапунцель — урождённая принцесса, а её жених — не принц. Волосы девушки не только длинны, но обладают волшебными свойствами. Англоязычное название мультфильма было заменено на «гендерно-нейтральное»[16] Tangled, чтобы привлечь мужскую часть зрительской аудитории[17][18]. Это юбилейный, 50-й полнометражный мультфильм компании Disney.
- В мультфильме «Шрек 2» есть эпизод, где герои проезжают мимо дома Рапунцель, перевитого золотистыми косами. В «Шрек Третий» участвует и сама Рапунцель как отрицательный персонаж.
- В сериале «Симпсоны» на хеллоуинский выпуск Гомер находит в лесу Рапунцель, которая просит спасти её.
- Мультфильм «Барби и дракон»

## Комментарии
1. ↑  В исходной «неочищенной» версии сказки, принц вступает в связь с героиней, отчего та беременеет (BBC:"The horror of Grimm’s fairy tales" Архивная копия от 16 ноября 2014 на Wayback Machine)